# NGC 3411
NGC 3411 est une vaste galaxie elliptique située dans la constellation de l'Hydre. NGC 3411 a été découverte par l'astronome germano-britannique William Herschel en 1786. Cette galaxie a aussi été observée par l'astronome britannique Andrew Ainslie Common en 1880 et elle a été inscrite au catalogue NGC sous la désignation NGC 3402.

## Caractéristiques
Sa vitesse par rapport au fond diffus cosmologique est de 4 946 ± 44 km/s, ce qui correspond à une distance de Hubble de 73,0 ± 5,2 Mpc (∼238 millions d'al).
À ce jour, six mesures non basées sur le décalage vers le rouge (redshift) donnent une distance de 97,167 ± 27,951 Mpc (∼317 millions d'al), ce qui est à l'intérieur des valeurs de la distance de Hubble. Notons cependant que c'est avec la valeur moyenne des mesures indépendantes, lorsqu'elles existent, que la base de données NASA/IPAC calcule le diamètre d'une galaxie et qu'en conséquence le diamètre de NGC 3411 pourrait être d'environ 46,4 kpc (∼151 000 al) si on utilisait la distance de Hubble pour le calculer.